# Hans-Christian Limmer
Hans-Christian Limmer (auch Hans Christian Limmer; * 14. Juli 1964 in Düsseldorf) ist ein deutscher Unternehmer, Mitbegründer der Backwerk Management GmbH und Rechtsextremist. Bis Januar 2024 war er Gesellschafter der Unternehmen Hans im Glück und Pottsalat. Bekanntheit erlangte Limmer durch die Nachforschungen des Recherchenetzwerks Correctiv, nach denen er gemeinsam mit Gernot Mörig zu einem Treffen hochrangiger Rechtsextremer am 25. November 2023 in Potsdam einlud, das über die von ihnen angestrebte und als „Remigration“ bezeichnete Vertreibung von Millionen in Deutschland lebender Menschen mit Migrationshintergrund beriet.

## Leben
Hans-Christian Limmer ist ein Sohn des Architekten Ludwig Limmer und dessen Ehefrau Gisela. Seine Eltern bewegten sich in einem völkisch-rechtsextremen Milieu, zu dem unter anderem die Holocaust-Leugnerin Ursula Haverbeck, Göring-Freund und Ritterkreuzträger Hajo Herrmann, der ehemalige NPD-Vorsitzende Udo Voigt und der extrem rechte Liedermacher Frank Rennicke gehörte.
Limmer studierte an der WHU-Otto Beisheim School of Management im rheinland-pfälzischen Vallendar, wo er auch zum Dr. rer. pol. promoviert wurde. Weitere Ausbildungsstätten waren die Carnegie Mellon University und das Raoul-Wallenberg-Institute (ESC) in Lyon. Gemeinsam mit Dirk Schneider, mit dem ihn mehr als 25 gemeinsame Berufsjahre verbanden, stieg Limmer 2003 bei der Düsseldorfer Firma BackWerk ein, nachdem er viele Jahre ausschließlich als Topmanagement-Berater tätig gewesen war. In der Folgezeit bauten Limmer und Schneider das ursprüngliche Filialisten-Unternehmen zu einer Franchising-Firma um. 2017 verkaufte er seine verbliebenen BackWerk-Anteile komplett an Valora. Später stieg Limmer als Investor bei den Systemgastronomien Hans-im-Glück und Pottsalat ein. Gemeinsam mit Schneider und einem weiteren Geldgeber investierte er 2023 allein bei Pottsalat drei Millionen Euro.
Am 10. Januar 2024 trennte sich die Hans im Glück Franchise GmbH in einer Pressemitteilung von Hans-Christian Limmer als Gesellschafter nach der Veröffentlichung der Correctiv-Recherche - Geheimplan gegen Deutschland, welche ihn als den reichen Mann im Hintergrund des geheimen Treffens hochrangige AfD-Politiker, Neonazis und finanzstarke Unternehmer zur Vertreibung von Millionen von Menschen aus Deutschland aufgedeckt hatte. Aus gleichem Grund trennte sich die Gastronomiekette Pottsalat von Limmer.

## Immobilienkauf
Im Jahr 2005 ersteigerte Hans-Christian Limmer gemeinsam mit seinen Eltern ein 10.500 Quadratmeter großes ehemaliges Bergbaugelände mit Gebäude und Park von einer Immobiliengesellschaft des Bundes für nur 99.000 Euro. Vor dem zuständigen Bauausschuss der Stadt Borna begründete der Vater den Kauf sowie den geplanten Um- und Ausbau für 250.000 Euro, er habe vom Verein „Gedächtnisstätte“, einer „Gruppe Heimatvertriebener“, den Auftrag, eine „Gedenkstätte für deutsche Kriegsopfer“ zu errichten. Die Mitglieder des Bauausschusses verzichteten auf eine nähere Überprüfung der Angaben Limmers und informierten sich auch nicht über dessen Auftraggeber, einen rechtsextremistischen Verein, der unter Beobachtung des Verfassungsschutzes steht.

## Veröffentlichungen (Auswahl)
- Controlling in Mode-Markenartikelunternehmen (Dissertation).  Lang Verlag: Frankfurt am Main, 1996.